# Taft Mosswood
Taft Mosswood est une census-designated place située au sud de Stockton, dans le comté de San Joaquin, dans l'État de Californie, aux États-Unis. Sa population s’élevait à 1 530 habitants lors du recensement de 2010.

## Démographie
| 2000  | 2010  | - | - | - | - |
| ----- | ----- | - | - | - | - |
| 1 388 | 1 530 | - | - | - | - |